# Język airoran
Język airoran (a. aeroran), także: adora, iriemkena – język papuaski używany w prowincji Papua w Indonezji, przez członków ludu Airoran. Według danych z 2002 roku mówi nim 700–1000 osób.
Według publikacji Peta Bahasa posługują się nim mieszkańcy wsi Airoran (dystrykt Pantai Barat, kabupaten Sarmi). Miejscowość ta jest też nazywana Motobiak. Pozostali użytkownicy języka zamieszkują wsie Subu i Kapeso Apawer.
Różnice dialektalne są niewielkie. Według danych raportu z 2002 r. występują trzy wzajemnie zrozumiałe dialekty, powiązane z poszczególnymi wsiami. W użyciu jest również malajski papuaski, lecz społeczność nie ma większego kontaktu z językiem indonezyjskim.
Według publikacji Ensiklopedi Suku Bangsa di Indonesia jest to grupa językowa, a nazwy adora, iriemkena i sasawa określają poszczególne odmiany. 
Nie wykształcił piśmiennictwa.